# 凱旋門 (香港)
凱旋門是港鐵九龍站Union Square第三期的高尚住宅項目，位於香港西九龍柯士甸道西1號。發展商為新鴻基地產和前地鐵公司（今港鐵公司）。項目於2005年開始預售樓花，其間引起個別單位呎價3萬港元的新聞，到2006年1月落成入伙。項目由新鴻基工程有限公司擔任建築師，總承建商為新輝建築（新鴻基地產旗下機構）其名字與世界各地的凱旋門無直接關係，只是參考巴黎凱旋門的外形概念而得名，事實上是由4幢住宅大廈組成的一個像拱門的建築。

## 住宅
凱旋門樓高65層，共分為4座（1座摩天閣、1A座朝日閣、2A座映月閣、2座觀星閣），合共1,054個住宅單位。面向西南的單位可以一覽維多利亞港之景色，鄰近是西九文化區。
凱旋門在其77至79層高樓頂上，有5個空中別墅，呎價高達32000港元，售價超過兩億港元。該批單位亦牽起了一陣風波，引起廣泛觸目而提高了樓盤的知名度，也帶動該樓盤其他單位的銷售。在連帶關係影響下，香港的豪宅銷售市場曾一度被受刺激，甚至創出比1997年亞洲金融風暴之前的更高叫價。
到2022年10月21日，發展商重新上載樓書，以招標形式發售餘下的3個單位。

### 屋苑資料
| 樓宇座號          | 門牌號碼      | 樓宇類型                | 落成年份  | 入伙日期  | 層數             | 每層伙數 | 每座伙數 | 單位總數 | 建築師 （整體設計） | 建築師 （詳細設計） | 承建商   | 提供升降機服務的廠商 | 備註                                         |
| ----------------- | ------------- | ----------------------- | --------- | --------- | ---------------- | -------- | -------- | -------- | ------------------- | ------------------- | -------- | -------------------- | -------------------------------------------- |
| 第1座 （摩天閣）  | 柯士甸道西1號 | 高座大廈 （拱門工字形） | 2005年9月 | 2006年1月 | 地上51層 地下2層 | 待補     | 待補     | 待補     | 新鴻基工程有限公司  | 創智建築師有限公司  | 新輝建築 | 通力 LCE             | 大廈內的該品牌升降機在香港行機程最長的升降機 |
| 第1A座 （朝日閣） | 柯士甸道西1號 | 高座大廈 （拱門工字形） | 2005年9月 | 2006年1月 | 地上50層 地下2層 | 待補     | 待補     | 待補     | 新鴻基工程有限公司  | 創智建築師有限公司  | 新輝建築 | 通力 LCE             | 大廈內的該品牌升降機在香港行機程最長的升降機 |
| 第2A座 （映月閣） | 柯士甸道西1號 | 高座大廈 （拱門工字形） | 2005年9月 | 2006年1月 | 地上50層 地下2層 | 待補     | 待補     | 待補     | 新鴻基工程有限公司  | 創智建築師有限公司  | 新輝建築 | 通力 LCE             | 大廈內的該品牌升降機在香港行機程最長的升降機 |
| 第2座 （觀星閣）  | 柯士甸道西1號 | 高座大廈 （拱門工字形） | 2005年9月 | 2006年1月 | 地上52層 地下2層 | 待補     | 待補     | 待補     | 新鴻基工程有限公司  | 創智建築師有限公司  | 新輝建築 | 通力 LCE             | 大廈內的該品牌升降機在香港行機程最長的升降機 |

### 升降機配置
凱旋門升降機服務樓層列表（採用通力LCE型號升降機）
- 第1座3部來往5-62樓之升降機：3、5-13、15-18、20-23、25-33、35-39、50-52、55-57、59、62
- 第2座3部來往5-62樓之升降機：3、5-13、15-18、20-23、25-33、35-39、50-52、55-56、59、62
- 第1座及第2座3部來往62-77樓之升降機：3、62-63、65-73、75-77
- 第1A座及第2A座3部來往5-62樓之升降機：3、5-13、15-23、25-28、30-33、35-39、50-52、62
- 第1A座及第2A座3部來往62-80樓之升降機：3、62-63、65-73、75-80
- 第1座1部消防及服務升降機：3、5-13、15-18、20-23、25-33、35-39、50-52、55-57、59-61、63、65、67-73、75-77
- 第2座1部消防及服務升降機：3、5-13、15-18、20-23、25-33、35-39、50-52、55-56、59-61、63、65、67-73、75-77
- 第1A座及第2A座1部消防及服務升降機：3、5-13、15-23、25-28、30-33、35-39、50-52、63、65-73、75-80
- 2部會所升降機：59-62
- 2部穿梭升降機：B2-B1、G、1、3
- 2部穿梭升降機：B2-B1、G、3

（第1座不設以下樓層：4樓，14樓，24樓，34樓，40樓-49樓，53樓，54樓，58樓，60樓，61樓，64樓及74樓）
（第2座不設以下樓層：4樓，14樓，24樓，34樓，40樓-49樓，53樓，54樓，58樓，64樓及74樓）
（第1A座及第2A座不設以下樓層：4樓，14樓，24樓，34樓，40樓-49樓，53樓-58樓，64樓及74樓）

## 設施
建築物在500呎高層之上（即門廊位置）的59樓至62樓，設置樓高4層，合共100,000呎摩天住客會所（Sky Club），並設兩部會所觀光升降機來往59樓至62樓。59樓設施包括25米長的落地玻璃設計泳池，桑拿室、水療室、蒸氣室、按摩池及日光浴平台，讓住客可以欣賞維港景致。60樓中央部分設「星夢廳」，可作舉行宴會和接待朋友之用，該處亦設24小時開放的空中酒廊雲霄閣，卡拉OK房或影院用途的追星廊、早餐區、豪華雙人水療套房、水療設施室、桌球室和閱讀室等。而61樓為動感活力區，設有面向維港海景的健身室、室內多用途運動場、閱讀室、圖書室、遊戲室和乒乓球室。62樓原為隔火層，發展商改為空中花園。

## 價格
凱旋門由於有獨特的地理位置，既位於市區亦有良好維港觀景，這樣的物業在香港這個地少人多的地方是相當有限的，因此引來不少置業人士及富豪買家之注目。
2011年5月12日，来自廣東惠州的一名妇女以合共3.45億港元斥資購入兩個凱旋門大單位，一座77至79樓三層天際獨立屋、以及77樓B/C室的7,747呎內設一個800呎獨立露天泳池單位。
2012年12月21日土地註冊處資料顯示，凱旋門摩天閣68樓A室，面積3,465方呎，由陳麗芬及黃富燦聯合以2.18億元購入，呎價高達62,915元，刷西九龍樓價新高。
2021年8月，中聯石油化工前主席許智銘，放售凱旋門朝日閣頂層80樓全層3伙，以及79樓2個單位，合共意向價高達13億元。該批單位實用面積介乎972至4,263平方呎，合共面積多達8,253平方呎，即意向呎價高達約15.75萬元，將挑戰亞洲樓王寶座。

## 圖集

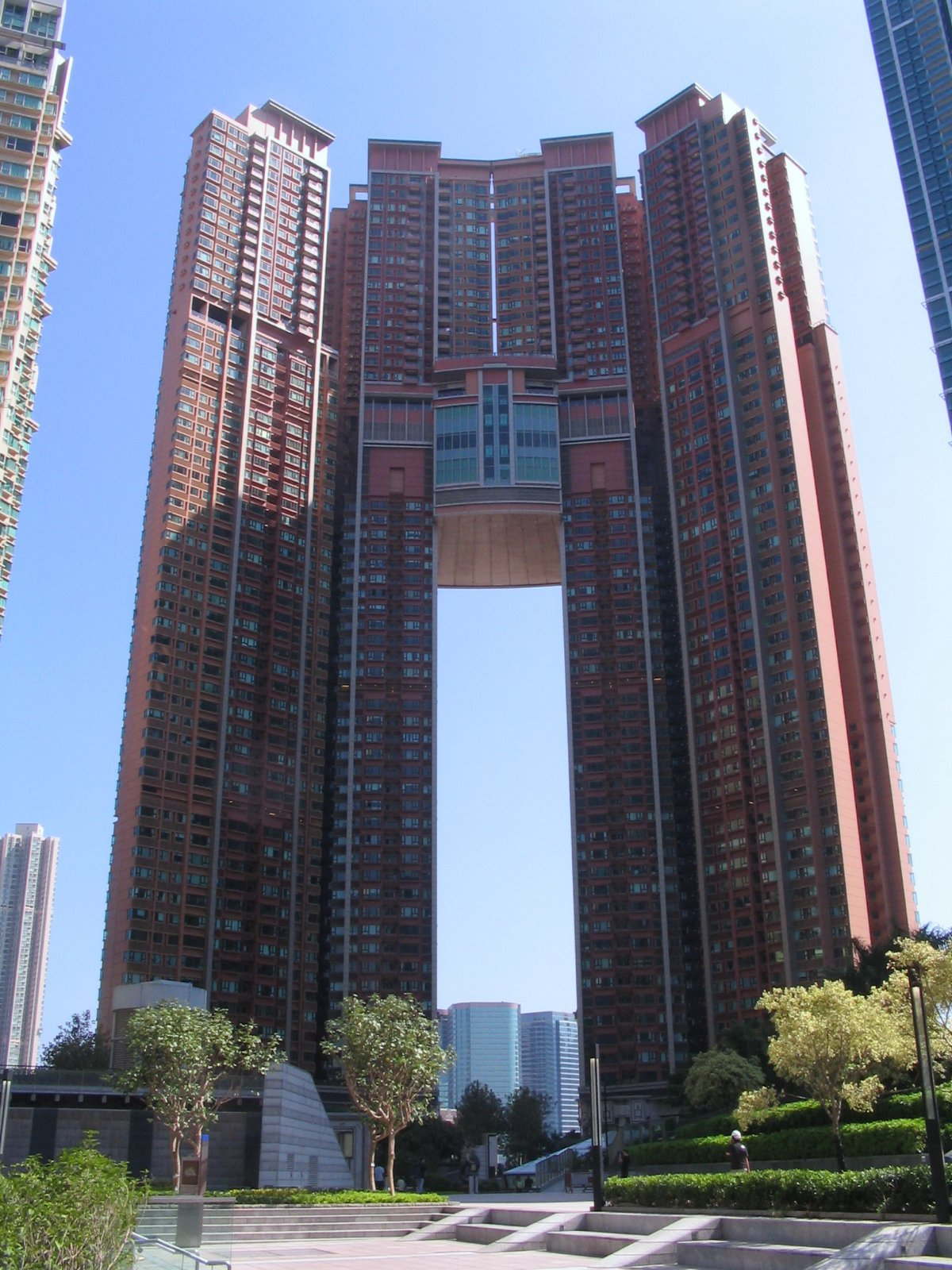
從Union Square內園仰望凱旋門
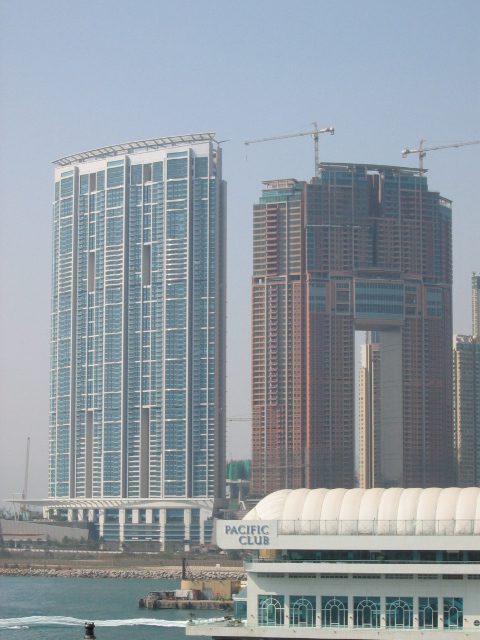
君臨天下（左）和凱旋門（右）
凱旋門與Union Square週邊位置圖

## 問題

### 玻璃掉落
2007年至2012年，先後逾30塊屬於凱旋門單位的強化玻璃在無預警的情況下突然爆裂，並且碎散落屋苑對開路面。

## 交通
凱旋門位於甲級商場圓方及機場快綫九龍站上蓋，交通方便，

## 著名住客
- 簡淑兒

## 外部連結
- 凱旋門（The Arch）官方網站
- 凱旋門（The Arch）官方網站（2013年4月前）
- 新鴻基地產（页面存档备份，存于）
- 凱旋門先聲奪人加價一成 - 成報
- 香港摩天樓–凱旋門（The Victory Arch）–簡介

22°18′11″N 114°09′48″E / 22.303068°N 114.163313°E